# Lương Xuân Trường
Lương Xuân Trường (Tuyên Quang, 28 de abril de 1995) es un futbolista vietnamita que juega en la demarcación de centrocampista para el Hong Linh Ha Tinh FC de la V.League 1.

## Selección nacional
Tras jugar en varias categorías inferiores de la selección, finalmente hizo su debut con la selección absoluta de Vietnam el 24 de marzo de 2016 en un encuentro de clasificación para la Copa Mundial de Fútbol de 2018 contra Taiwán que finalizó con un resultado de 4-1 a favor del combinado vietnamita tras dos dobletes de Lê Công Vinh y del propio Nguyễn Văn Toàn para Vietnam, y de Wu Chun-ching para Taiwán.

## Clubes
| Club                       | País          | Año       | Partidos | Goles |
| -------------------------- | ------------- | --------- | -------- | ----- |
| Hoang Anh Gia Lai FC       | Vietnam       | 2015      | 18       | 1     |
| Incheon United FC (cedido) | Corea del Sur | 2016      | 4        | 0     |
| Gangwon FC (cedido)        | Corea del Sur | 2017      | 3        | 0     |
| Hoang Anh Gia Lai FC       | Vietnam       | 2018      | 22       | 4     |
| Buriram United FC (cedido) | Tailandia     | 2019      | 9        | 1     |
| Hoang Anh Gia Lai FC       | Vietnam       | 2019-2022 | 62       | 4     |
| Haiphong FC                | Vietnam       | 2023-2024 | 24       | 0     |
| Hong Linh Ha Tinh FC       | Vietnam       | 2024-     | 32       | 0     |